# Aerola Alatus
Aerola Alatus — український одномісний надлегкий планер-середньоплан, розроблений і виготовлений компаніями Aeros та Aerola у м.Київ.

## Історія
У 2005 році Aeros, компанія-виробник дельтапланів з жорстким крилом, спільно з Aerola, компанією-виробником композитних матеріалів на основі епоксидних смол та вуглецевих волокон, розпочали роботу над надлегким планером AL-12 та його моторизованою версією зі знімним двигуном — AL-12M.
Після початку продажів, виробництво між компаніями розділилося: компанія Aeros виготовляла і продавала одиничні екземпляри під їх оригінальними назвами, а компанія Aerola організувала серійне виробництво і продавали їх під назвами Alatus і Alatus-M.

## Конструкція
Фюзеляж зроблений з композитів, з жорстким крилом обтягнутим тканиною. Шасі велосипедного типу з основним колесом і носовим колесом, а також полозами на закінцівках крил. Остеклення кабіни являє собою опукле лобове скло виготовлене з цільного шматка, яке відкидається вбік, або зсувається вперед. Мале навантаження на крило та низька швидкість звалювання означають, що планер може літати в найслабших термічних потоках. Крила можна зняти для наземного транспортування на верхній частині автомобіля, а фюзеляж досить малий, щоб поміститися всередину фургона або закріпити на невеликому причепі.
У 2009 році Aeros на основі AL-12M розробила мотопланер AC-21, який відрізнявся покращеною аеродинамікою, розрахованою Алехандро Гонсалесом, та збільшеним розміром корпусу, що дозволяє повністю сховати пілон силової установки, на відміну від AL-12M та Alatus-M в яких силова установка може бути схована лише частково.

## Модифікації

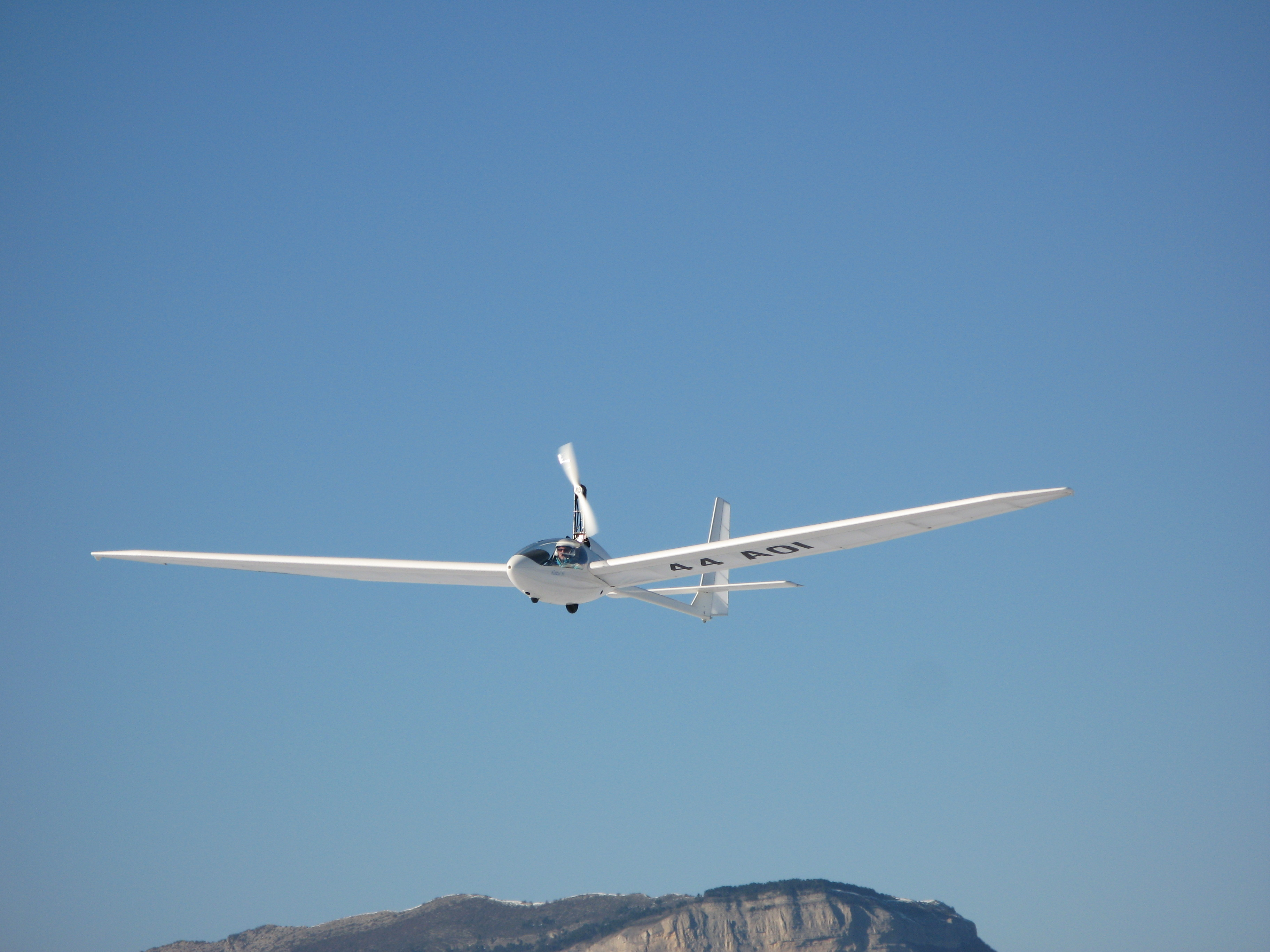
Електромотопланер Alatus-ME

- AL-12 — безмоторний прототип.[2]
- AL-12M — моторизований прототип.[2]
- Alatus — серійна модель безмоторного планера. Відповідає німецьким вимогам LTF і LFG.[1][2][6]
- Alatus-M — серійна модель мотопланера з висувним пілоном силової установки та двигуном внутрішнього згорання, який забезпечує моторний політ впродовж 1,5 години. Відповідає німецьким вимогам LTF і LFG, а також правилам US FAR 103 Ultralight Vehicles. Aatus-M легко конвертується в Alatus шляхом демонтажу пілону силової установки та двигуна.[1][2][6]
- Alatus-ME — модифікація Alatus-M створена французькою компанією Electravia[7] шляхом заміни двигуна внутрішнього згорання на електродвигун з часом роботи на одному заряді акумулятора до 30 хвилин.[8][9][10][11][12][13]

## Технічні характеристики

### Alatus
Загальні характеристики
- Екіпаж: 1
- Порожня вага: 80 кг (176 фунт)
- Максимальна злітна вага: 200 кг (441 фунт)

Льотні характеристики
- Швидкість звалювання: 41 км/год (25 миля/год; 22 вуз)
- Максимально допустима швидкість: 140 км/год (87 миля/год; 76 вуз)
- Навантаження на крило: 15,2 кг/м2 (3,1 фунт/фут2)

### Alatus-M
Загальні характеристики
- Екіпаж: 1
- Порожня вага: 115 кг (254 фунт)
- Максимальна злітна вага: 235 кг (518 фунт)
- Силова установка: 1 × CorsAir M25Y ES , 15 кВт (20 к. с.)

Льотні характеристики
- Швидкість звалювання: 44 км/год (27 миля/год; 24 вуз)
- Максимально допустима швидкість: 140 км/год (87 миля/год; 76 вуз)
- Швидкопідйомність: 2,0 м/с (390 фут/хв)
- Навантаження на крило: 15,2 кг/м2 (3,1 фунт/фут2)